# Panagaeina
Sous-tribu
Synonymes
- Tefflina Basilewsky, 1946
- Tefflini Basilewsky, 1946

Les Panagaeina sont une sous-tribu de coléoptères de la famille des carabidae, de la sous-famille des Panagaeinae et de la tribu des Panagaeini.

## Genres
Calathocosmus - 
Cintaroa - 
Coptia - 
Craspedophorus - 
Dischissus - 
Epigraphodes - 
Epigraphus - 
Euschizomerus - 
Geobius - 
Micrixys - 
Microcosmodes - 
Panagaeus - 
Paregraphus - 
Peronomerus - 
Psecadius - 
Tefflus - 
Tinoderus - 
Tinognathus - 
Trichisia